# Charles de Lacretelle
Jean-Charles-Dominique de Lacretelle (kallad Lacretelle le jeune, "den yngre"), född den 3 september 1766 i Metz, död den 26 mars 1855 invid Mâcon, var en fransk historieskrivare, bror till Pierre Louis de Lacretelle, far till Pierre-Henri de Lacretelle.
de Lacretelle verkade under revolutionens första tid som frisinnad publicist, men ville, liksom brodern, stanna vid 1791 års författning. Han blev 1795 preskriberad samt hölls 1797–99 fängslad. Åren 1809–48 var de Lacretelle professor i historia vid Faculté de lettres i Paris, 1810–27 tillika censor, men måste frånträda nämnda befattning, då han, trots att han efter restaurationen var ultrarojalistiskt sinnad, inte ville gå in på ytterlighetsåtgärder mot pressen. År 1811 blev han ledamot av Franska akademien. 
Bland de Lacretelles historiska verk, som behandlar de flesta skeden av Frankrikes historia under den nyare tiden, bör nämnas hans av Rabaut Saint-Étienne påbörjade fördomsfria arbete Précis de l'histoire de la révolution française (6 band, 1801–06) – sedermera utfört i helt annan anda i Histoire de la revolution française jusqu’au 18 et 19 brumaire (8 band, 1821–26) – samt Histoire de France au XVIII:e siècle (1808; 5:e upplagan 1830).